# Comuna Valea Moldovei, Suceava
Valea Moldovei este o comună în județul Suceava, Bucovina, România, formată din satele Mironu și Valea Moldovei (reședința). În apropiere se află Mănăstirea Slatina și Mănăstirea Voroneț.

## Geografie

### Așezare
Comuna Valea Moldovei este situată în partea de NE a țării noastre, în județului Suceava, fiind alcătuită din cele două sate , Valea Moldovei și Mironu.
Poziția matematică este dată de coordonatele geografice: 25°55’longitudine E Și 47°30’ latitudine N.
Comuna Valea Moldovei este situată în bazinul mijlociu al râului Moldova, pe partea dreaptă a văii Moldovei, imediat în aval de ieșirea sa din Carpații Orientali, la contactul Munților Stânișoarei (reprezentați aici prin zona marginală a flișului Obcinii Voronețului) cu sectorul nordic, îngust, al zonei subcarpatice și cu Podișul Sucevei.
Administrativ, comuna Valea Moldovei aparține județului Suceava fiind așezată în partea central-sudică a acestuia. Teritoriul ei se învecinează la N cu comuna Capu Cîmpului, la N-E cu comunele Păltinoasa, Drăgoiești și Cornu Luncii, la S-E cu comunele Slatina și Mălini și la N-V cu teritoriul orașului Gura Humorului.
Localitățile ce compun comuna Valea Moldovei sunt legate între ele prin drumul județean 177 C. Legătura cu comuna Capu Cîmpului (reînființată în noiembrie 2003), și cu orașul Gura Humorului (situat la distanța de 18 Km de centrul comunei ) și municipiul Suceava ( situat la distanța de 56 Km de centrul comunei) se face pe D.J. 177 C. Pe același drum și în continuare pe D.J. 209 C se face legătura cu municipiul Fălticeni, situat la distanța de 30 Km de comună .
Legătura între D.J. 177C și D.J.209 (spre Gura Humorului și Suceava) se face peste râul Moldova pe Podul Izvor, iar cu D.N. 17 (spre Fălticeni) pe Podul Berchișești, pod recent reabilitat și modernizat.
Legătura între comuna Valea Moldovei și cele două comune învecinate ]n partea de S-E, Mălini și Slatina, se face pe drumuri comunale, pietruite, ce constituie o altă cale rutieră spre municipiile Fălticeni și Suceava.

#### Orașe apropiate
Cele mai apropiate oașe importante de comuna Valea Moldovei sunt:
- Gura Humorului ( km)
- Suceava ( km)
- Fălticeni ( km)

#### Vecinii
Comuna se invecineaza cu:
- teritoriul comunei Capu Cîmpului, la vest;
- teritoriul comunei Paltinoasa, la nord;
- teritoriul comunelor Cornu Luncii si Malini, la est;
- teritoriul comunei Slatina, la sud.

### Relief
Comuna Valea Moldovei este amplasată la contactul a două mari unități morfostructurale: orogenul carpatic pe de o parte și Platforma Moldovenească pe de altă parte. În cadrul orogenului carpatic intră o mică porțiune din flișul neogen(Obcina Voroneț) o porțiune ceva mai dezvoltată a Subcarpaților Moldovei, formată din conglomerate și calcare.
Altitudinea este cuprinsă între 400 m în lunca râului Moldova și 970 m Dealul Moara Dracului.
Părțile mai joase ale teritoriului sunt formate din alternanțe de șisturi grezoase, argile, marne și formațiuni ușor alterabile, care au favorizat formarea unor soluri profunde prielnice vegetației forestiere și anumitor culturi agricole.
Deși acest teritoriu este restrâns ca suprafață, el cuprinde 4 unități geomorfologice bine conturate și având caractere proprii :
1.Unitatea munților flișului Stânișoarei cu înălțime maximă, cu
fragmentare și energie de relief mare, dând o notă de dominanță și mai ales având în vedere spațiul din afara limitelor comunei;
2.Unitatea subcarpatică, cu un relief fragmentat și extrem de
accidentat, mai ales datorită prezenței conglomeratelor burdigaliene, conturându-se ca o unitate clară chiar dacă se află în partea cea mai nordică. Această unitate pare „sudată” de Carpați în timp ce spre exterior se termină printr-un abrupt veritabil (falia extracarpatică ) de natură tecto-erozivă.
3.Piemontul extracarpatic
4.Câmpia piemontană Baia, cea mai coborâtă unitate și în același
timp cea mai netedă cu aspect cvasiorizontal. Formată din terase și lunci este intens folosită de om în scopuri agrare și intens umanizată.

### Soluri
Cele mai răspândite tipuri de soluri sunt : solurile brune, argilo-iluviale, care ocupă circa 85% din teritoriu și solurile brune acide reprezentând 7%, iar restul de 8% din teritoriu este ocupat de soluri aluviale, puțin profunde specifice zonei de luncă și soluri superficiale crude de pe terenurile degradate. Textura solului este lutoasă la suprafață și argiloasă în întregime.

### Climă
Factorii genetici ai climei (suprafața activă subiacentă, radiația solară, circulația atmosferică) impun un climat temperat continental , uneori cu nuanțe excesive datorită influențelor ce vin din est. Acestea determină o răcire excesivă iarna cu vânturi puternice și uscăciune prelungită vara.
La factorii cu caracter general se adaugă și factori cu caracter local ce determină nuanțe azonale. Prezența văilor sub forma unor culoare (culoarul Moldovei și al Văii Seci) favorizează scurgerea în lungul lor a aerului rece. Acestea mențin temperaturi scăzute mai ales iarna.
Pe plan local o importanță mare o prezintă pădurile. Acestea ocupă aproape toată jumătatea de vest a teritoriului, determinând o încetinire a vitezei vânturilor și o sporire a umidității aerului.
Regimul termic se caracterizează printr-o medie anuală de 70 în partea Câmpiei piemontane Baia, 60 în zona subcarpatică și 50 în zona muntoasă.
Temperatura medie a lunii ianuarie este de – 50 în șesul Moldovei și de – 3,50 în zona subcarpatică, iar a lunii iulie este de 190 .
Media anuală a precipitațiilor este cuprinsă între 850-1000 mm. Cantitatea cea mai mare de precipitații se înregistrează în sezonul cald, mai-august, când cad aproximativ 60% din totalul precipitațiilor anuale.
Topirea zăpezilor primăvara și ploile torențiale din perioada iunie-august pot produce uneori viituri ale cursurilor de apă și inundații limitate în Lunca Moldovei.
Vânturile dominante sunt cele din direcția N-V, care pot atinge viteze de până la 4 m/s .

### Hidrografie
În comuna Valea Moldovei hidrografia are un rol important în evoluția peisajului geografic. Alături de precipitații apele subterane alimentează rețeaua superficială.
Apele subterane se împart în :
- ape freatice, ce se găsesc în albia Moldovei și a pâraielor, în terase, glacisuri, deluvii de alunecare și pe unele interfluvii;
- ape de stratificație, ce se găsesc la adâncimi destul de mari, peste 20 de metri. La locurile unde ies la suprafață se formează izvoare și chiar înmlăștiniri.
Apele de suprafață aparțin integral bazinului hidrografic al Moldovei, mai exact în bazinul mijlociu al acestui râu la o mică distanță de la ieșirea din munți.
Râul Moldova, ca arteră hidrografică principală, curge la limita estică a teritoriului comunei, având direcția N-V și S-E. În această zonă primește doi afluenți : Bălcoaia și Suha Mică. În timp ce Bălcoaia este de dimensiuni mici (9 km lungime și 14 km² bazinul), Suha Mică are un bazin cu o suprafață de 135 km² și o lungime de 24 km, însă ea curge pe teritoriul comunei Valea Moldovei pe o lungime de mai puțin de 1 km mai precis chiar în zona de confluență.
Principalul afluent din cursul inferior al pârâului Suha Mică este Valea Seacă, care cu întregul său bazin ocupă cea mai mare parte din cursul teritoriului. Pârâul Valea Seacă are o lungime de 10 km și o suprafață a bazinului hidrografic de 12 km². Afluenții săi sunt de dimensiuni foarte mici.
Referitor la râul Moldova considerăm că dacă bazinul acestui râu totalizează o suprafață de 4.326 km² și are o lungime de 205 km, în amonte de confluența cu Suha Mică el are peste 1.996 km² și o lungime de circa 97 km de la izvor până la acest punct. Debitul mediu anual al râului Moldova în zona de confluență cu Suha Mică este de circa 17-18 m3/s.

## Demografie
Componența etnică a comunei Valea Moldovei
     Români (52,58%)
     Romi (36,22%)
     Alte etnii (0%)
     Necunoscută (11,2%)
Componența confesională a comunei Valea Moldovei
     Ortodocși (87,94%)
     Alte religii (0,73%)
     Necunoscută (11,34%)
Conform recensământului efectuat în 2021, populația comunei Valea Moldovei se ridică la 4.393 de locuitori, în creștere față de recensământul anterior din 2011, când fuseseră înregistrați 3.838 de locuitori. Majoritatea locuitorilor sunt români (52,58%), cu o minoritate de romi (36,22%), iar pentru 11,2% nu se cunoaște apartenența etnică. Din punct de vedere confesional, majoritatea locuitorilor sunt ortodocși (87,94%), iar pentru 11,34% nu se cunoaște apartenența confesională.

## Politică și administrație
Comuna Valea Moldovei este administrată de un primar și un consiliu local compus din 13 consilieri. Primarul, Niculai-Romică Floriștean[*], de la Partidul Social Democrat, este în funcție din octombrie 2020. Începând cu alegerile locale din 2024, consiliul local are următoarea componență pe partide politice:
|  | Partid                          | Consilieri | Componența Consiliului | Componența Consiliului | Componența Consiliului | Componența Consiliului | Componența Consiliului | Componența Consiliului | Componența Consiliului | Componența Consiliului | Componența Consiliului |
|  | ------------------------------- | ---------- | ---------------------- | ---------------------- | ---------------------- | ---------------------- | ---------------------- | ---------------------- | ---------------------- | ---------------------- | ---------------------- |
|  | Partidul Social Democrat        | 9          |                        |                        |                        |                        |                        |                        |                        |                        |                        |
|  | Alianța pentru Unirea Românilor | 3          |                        |                        |                        |                        |                        |                        |                        |                        |                        |
|  | Partidul Național Liberal       | 1          |                        |                        |                        |                        |                        |                        |                        |                        |                        |

## Recensământul din 1930
Componența etnică a comunei Valea Seacă
     Români (88,2%)
     Germani (6,7%)
     Evrei (2,07%)
     Maghiari (0,89%)
     Altă etnie (2,14%)
Componența confesională a comunei Valea Seacă
     Ortodocși (89%)
     Romano-catolici (8%)
     Mozaici (2,07%)
     Evanghelici\Luterani (0,71%)
     Altă religie (0,22%)
Conform recensământului efectuat în 1930, populația comunei Valea Moldovei se ridica la 1.687 locuitori. Majoritatea locuitorilor erau români (88,2%), cu o minoritate de germani (6,7%), una de evrei (2,07%) și una de maghiari (0,89%). Alte persoane s-au declarat: ruși (1 persoană), polonezi (5 persoane) și cehi\slovaci (1 persoană). Din punct de vedere confesional, majoritatea locuitorilor erau ortodocși (89,0%), dar existau și romano-catolici (8,0%), mozaici (2,07%) și evanghelici\luterani (0,71%) . Alte persoane au declarat: greco-catolici (1 persoană) și religie nedeclarată (1 persoană).

## Istorie
Urme care dovedesc existența unor așezări umane încă din epoca prefeudală s-au identificat în comuna Valea Moldovei nu departe de Căminul Cultural, unde s-a constituit situl arheologic”Necropola Tumulară” datat în secolul III-IV după Hristos.
Comuna s-a dezvoltat într-o zonă cu mare trafic comercial, în apropiere de drumurile comerciale ce legau Moldova de Transilvania și Maramureș.
Nu se știe cine a stăpânit aceste ținuturi până la zidirea Mănăstirii Slatina, dar probabil localitățile Valea Moldovei și Mironu făceau parte din domeniul domnesc.
După întemeierea Mănăstirii Slatina de către Alexandru Lăpușneanu în anul 1558, Valea Seacă și Mironu trec în proprietatea mănăstirii, iar apoi în timpul stăpânirii austriece și ulterior desființării iobăgiei, prin anii 1876-1878, moșia a fost vândută boierului Victor Stârcea.
Evenimentele care au marcat evoluția social economică a comunei Valea Moldovei:
1.	Perioada 1774-1918, când au loc :
colonizarea localităților și ridicarea gradului de civilizație;
apariția infrastructurilor(biserică și școală);
apariția evidenței cadastrale;
apariția de noi meșteșugari și organizarea acestora în bresle.
2.	Perioada 1918-1945, când se remarcă :
scăderea numărului populației și a efectivelor de animale prin evacuări și achiziții de război;
stoparea tăierilor masive de pădure;
dirijarea populației spre agricultură și creșterea animalelor;
3.	Perioada 1945- 1989, când apar :
rețele rutiere comunale, forestiere, asfaltarea, rețeaua electrică, mijloace de comunicație;
naționalizarea pădurilor în anul 1948;
reforma agrară;
colectivizarea;
apariția fenomenului de migrare a populației de la sate la orașe.
4.	Perioada 1989- până în prezent :
desființarea colectivizării;
retrocedarea terenurilor cu vegetație forestieră , tăieri masive de pădure;
încetarea activității unor unități economice și apariția șomajului;
migrarea populației de la oraș la sat și orientarea spre agricultură și creșterea animalelor;
Până în anul 1967 comuna Valea Moldovei a avut denumirea de Valea Seacă. În perioada 1968-2003 comuna și-a schimbat denumirea în Valea Moldovei având în componența sa și localitatea Capu Cîmpului, care în prezent a revenit la statutul de comună.
Satele componente ale comunei, Valea Moldovei și Mironu, au un istoric îndepărtat și diferit.
Localitatea Valea Moldovei, sub denumirea veche de Valea Seacă, este atestată documentar, pentru prima dată, într-un hrisov din timpul lui Alexandru Vodă din anul 1453 prin care se confirmă stăpânirea logofătului Mihail asupra acestui sat.
Se crede că singurele urme istorice ar fi cele cinci movile de pe islazul comunal, unde ar fi fost îngropați oștenii lui Ștefan cel Mare după bătălia de la Baia din 14 decembrie 1467. Locuitorii din Valea Moldovei au găsit urme de lănci, săgeți, bucăți de zale și monede vechi din epoci anterioare ceea ce dovedește că pe aceste locuri s-au purtat lupte .
Alte urme care confirmă existența pe aceste locuri a unor vechi așezări umane, unde s-au găsit și vestigii de biserici, se află pe Dealul Iancului și în partea vestică a actualului sat Valea Moldovei, spre pădure, așezări care au avut de suferit de pe urma războaielor și năvălirilor străine.
De asemenea se are în vedere că în tradiția satului a rămas ca amintire faptul că la botul Dealului Iancului, unde au locuit până nu demult familiile Borșan, ar fi fost prima așezare a vetrei de sat, denumit până azi Todirești. În acest loc s-au găsit urme care dovedesc că a existat și o biserică, ceea ce înseamnă că acolo a fost o așezare cu mai multe familii.
Se mai știe că din cauza unor evenimente sociale(năvăliri, neînțelegeri cu stăpânii, bătălii) sau poate din cauza inundațiilor oamenii s-au mutat în comuna Găinești, astăzi sat component al comunei Slatina. Se pare că o parte din aceste familii s-au mutat spre pădure, în zona vestică a satului actual Valea Moldovei, unde se spune că s-au găsit urmele unei biserici sub pădure, pe pământul unde astăzi locuiește familia Pomohaci Gheorghe. A doua biserică a fost lângă casă parohială existentă, iar a treia este cea actuală.
Din spusele bătrânilor se crede că ar fi fost o așezare pe locul numit „ Chilia arsă” în pădure, sau probabil un călugăr ar fi avut acolo o chilie care din motive necunoscute ar fi ars. Astăzi, în acest loc numit Arșița, locuitorii comunei au ridicat un Schit de călugări.
În timpul boierului Stârcea au fost aduși de către arendașii moșiei oameni din Ardeal pentru muncă, care erau agricultori și crescători de animale, în special oi.
În perioada stăpânirii austriece (1774-1918) au fost colonizați germanii, repatriați apoi în 1941.
Numele inițial al satului Valea Moldovei a fost Valea Seacă, nume dat după denumirea pârâului ce străbate satul de la vest la est. Numele nou de Valea Moldovei, a fost dat în 1967, după noua împărțire administrativ teritorială.
Satul Mironu își are numele de la un locuitor numit Miron, meșter fierar, așezat în zona centrală a satului actual.
Se pare că primul locuitor a fost numit „Ivan”, probabil venit din Putna,
( probabil huțan) de la care vine numele de familie Ivanovici .
Celelalte familii s-au așezat în mijlocul satului lângă Miron, meșterul fierar, la care veneau locuitorii din Valea Moldovei să-și repare uneltele agricole. Aceștia spuneau: ”merg la Miron” și așa a rămas numele satului de Mironu.
Aici au fost aduși țigani lingurari din Muntenia pentru a lucra pe moșia arendașilor, dar astăzi majoritatea țiganilor sunt muzicanți.
Satul Mironu a avut în continuare o evoluție istorică legată de cea a satului Valea Moldovei.
În prezent familiile de romi sunt cu mult mai numeroase decât familiile de români și locuiesc într-o comunitate separată de români.

## Instituții

### Primăria Valea Moldovei

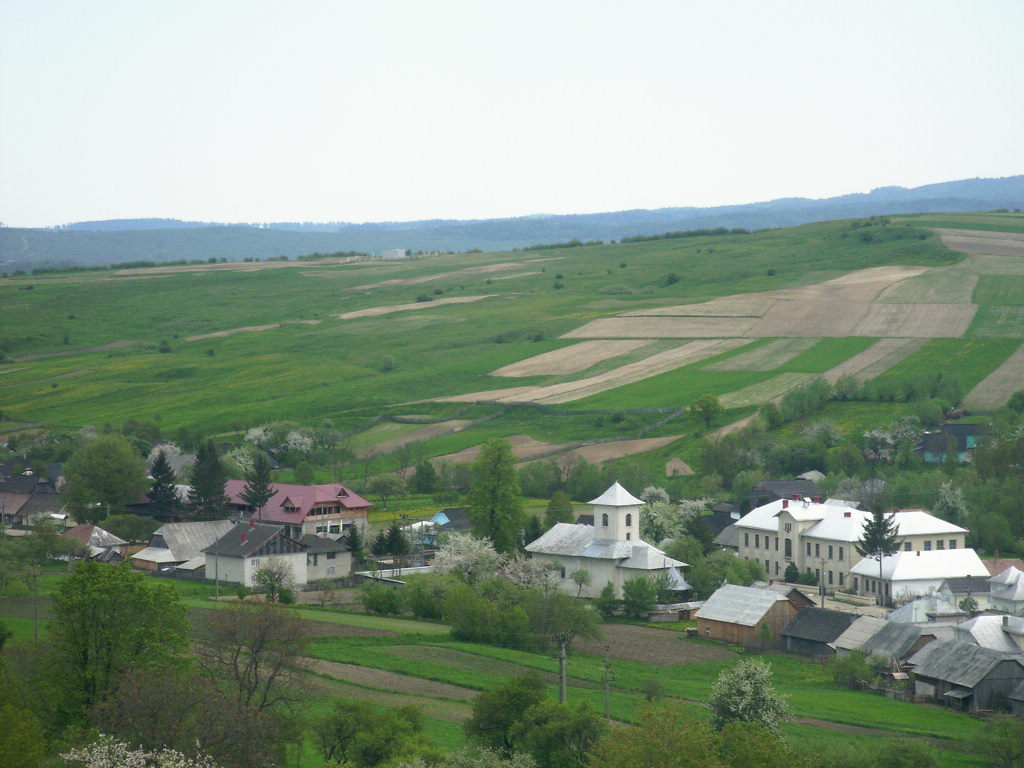
Școala, biserica și sediul noii primării

Administrația publică în unitățile administrativ-teritoriale se organizează și funcționează în temeiul principiilor autonomiei locale, a descentralizarii serviciilor publice, a eligibilității autorităților administrației publice locale, a legalității și al consultării cetățenilor în soluționarea problemelor locale.
Autoritățile administrației publice locale au dreptul și capacitatea de a soluționa și gestiona, în numele și în intresul colectivităților locale pe care le reprezintă, treburile publice, în condițiile legii. Autonomia locală este numai administrativă și financiară, fiind exercitată pe baza și în limitele prevazute de lege.
Consiliul local și primarul, ca autorități ale administrației publice locale, au dreptul ca în limitele competențelor lor să coopereze și să se asocieze cu alte autorități ale administrației publice din țară sau din străinătate, în condițiile legii. Conform legii, comuna Valea Moldovei este persoană juridică de drept public, are patrimoniu propriu și capacitate juridică deplină.
- Primar:
- Viceprimar:
- Secretar :

Site: [nefuncțională]

## Economia
Valea Moldovei a cunoscut un ritm de creștere economică în ultimul timp în care s-a dezvoltat prelucrarea lemnului.

## Infastructura
Accesul in comuna Valea Moldovei se face numai pe cale rutiera.
Lungimea drumurilor publice pe teritoriul comunei este de 19 km. Drumul principal al comunei cu statut de drum județean a fost modernizat - asfaltat de la limita cu comuna Capu Cîmpului și pâna în centru iar în curs de asfaltare este întegul sector de drum principal.
Pe viitor se vor asfalta drumurile care fac legătura cu comuna Slatina și drumul ce leagă comuna Valea Moldovei de drumul european E85 pe o porțiune de 1,44km.
Comuna dispune de retea de distributie a apei potabile si este în proiect realizarea retelei de canalizare.

## Obiective turistice
- Biserica romano-catolică din Valea Moldovei - construită în 1891